# Maurice Leblanc

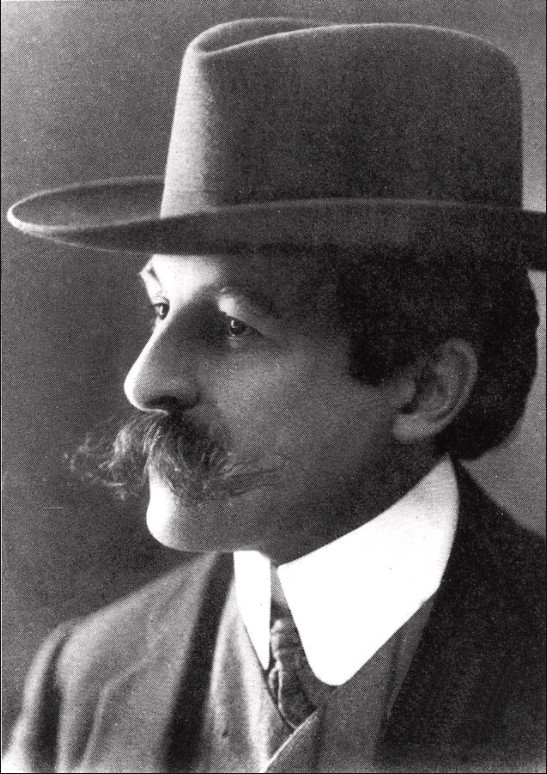
Leblanc (1907)

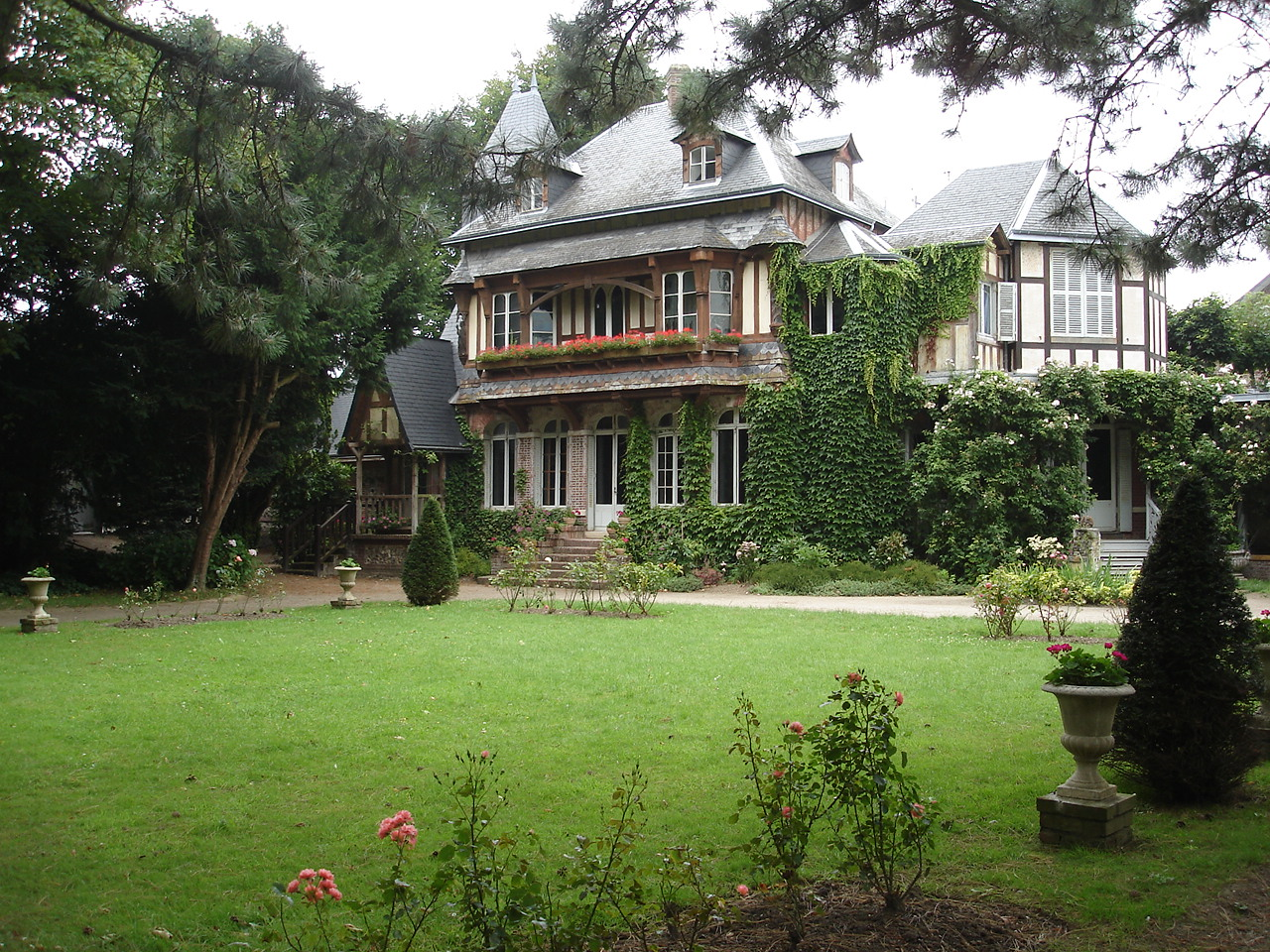
Das Haus Maurice Leblancs in Étretat

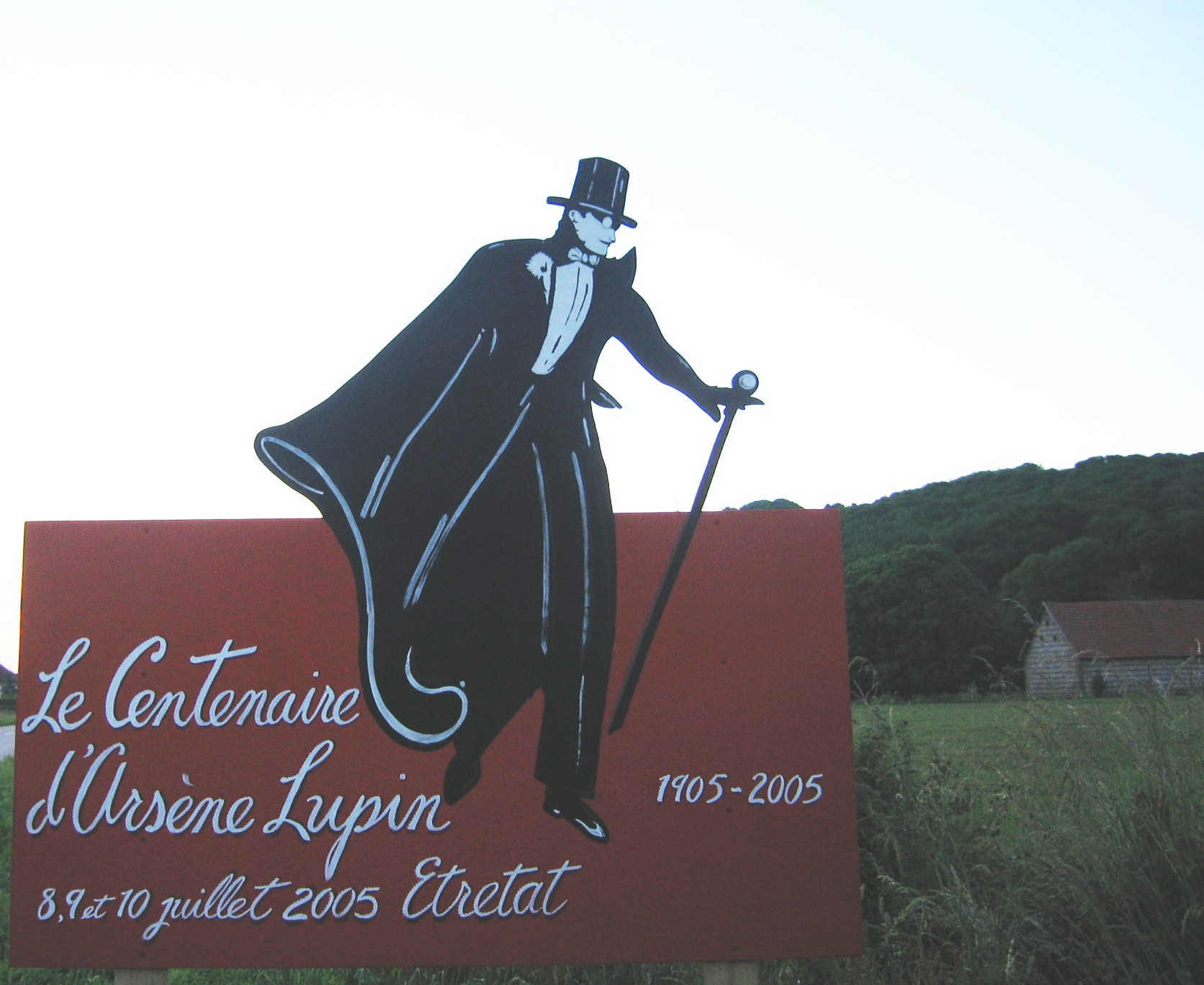
Der fiktive Romanheld Arsène Lupin auf einem Schild anlässlich der Hundertjahrfeier in Étretat

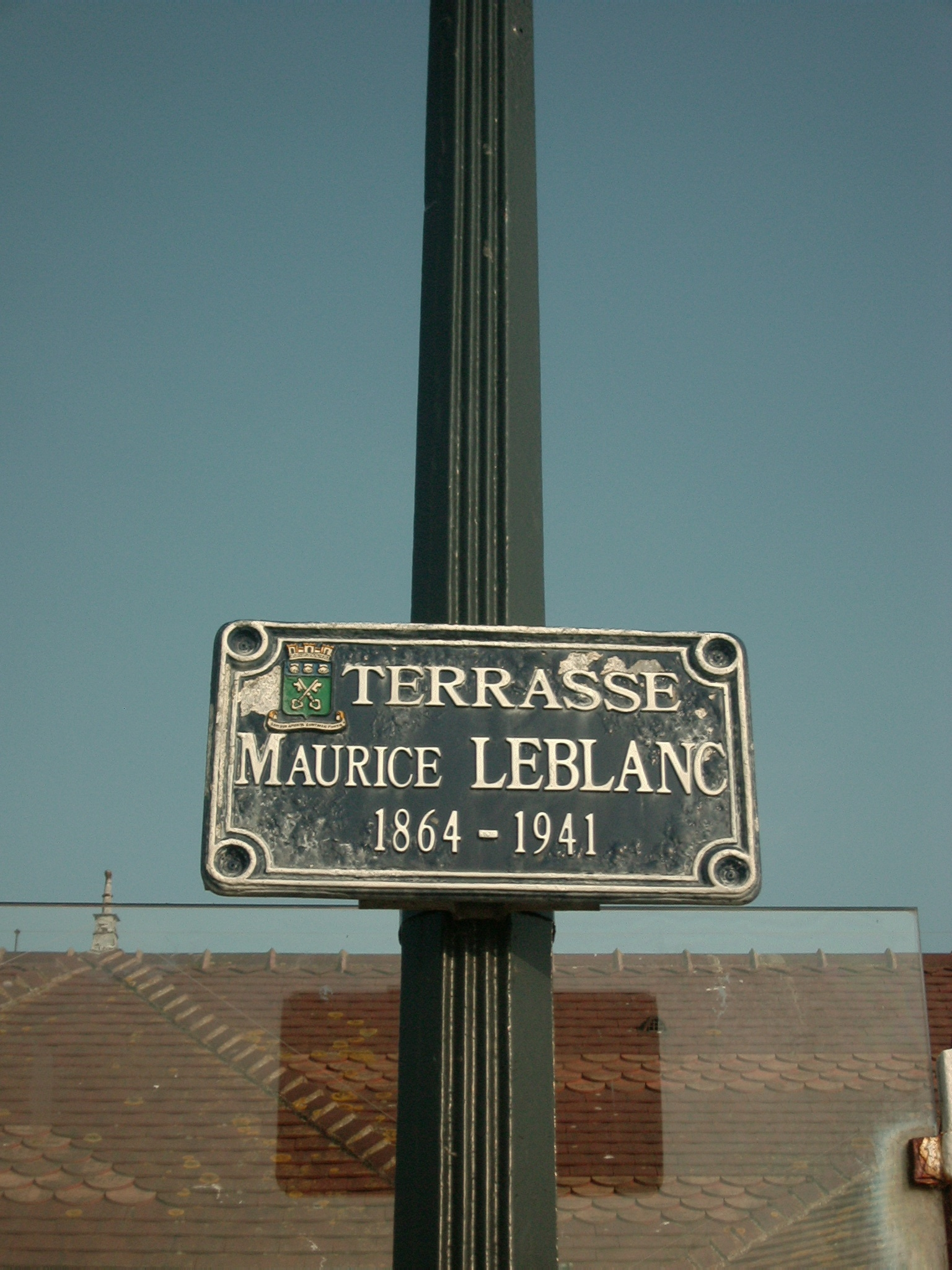
Terrasse Maurice Leblanc in Étretat

Maurice Marie Émile Leblanc (* 11. Dezember 1864 in Rouen; † 6. November 1941 in Perpignan) war ein französischer Schriftsteller.

## Leben
Maurice Leblanc war der Sohn eines Reeders. Seine Mutter starb 1885. Seine Schwester war die Sängerin und Schauspielerin Georgette Leblanc (1869–1941). Gegen den Wunsch seines Vaters entschloss er sich, nach Paris zu gehen, um zu schreiben. Anfangs war er als Journalist tätig, dann auch als Romancier. Er schrieb Kriminal- und Abenteuerromane, Theaterstücke und Kurzgeschichten. Seine bekannteste Kunstfigur ist der Meisterdieb Arsène Lupin. Inspirieren ließ sich Leblanc hierfür womöglich von dem Anarchisten Marius Jacob, der mehr als 150 Einbrüche verübte und dafür zu 23 Jahren Gefängnis verurteilt wurde. Diese Darstellung bestritt Maurice Leblanc allerdings stets, obwohl er als Berichterstatter für Gil Blas beim Prozess gegen Jacob zugegen war und sich so jedes Detail für sein künftiges literarisches Schaffen merken konnte.
Beerdigt wurde der Schriftsteller auf dem Cimetière Montparnasse in Paris. In Étretat steht die Villa Leblancs, die heute das öffentlich zugängliche Museum Le Clos Arsène Lupin, Maison Maurice Leblanc beherbergt.

## Literarisches Schaffen
1905 erschien die erste Geschichte mit Arsène Lupin als Fortsetzungsroman. Der Erfolg war so groß, dass Leblanc den weiteren Verlauf seiner Karriere fast völlig dem Meisterdieb widmete. Zwischen 1907 und 1935 erschienen 20 Romane, zwei Theaterstücke und etliche Kurzgeschichten rund um Arsène Lupin. 2012 erschien sein 1936 geschriebener, aber bislang unveröffentlichter Roman Le dernier amour d’Arsène Lupin: [roman inédit], Paris: Balland, 2012, ISBN 978-2-35315-152-3.
Zu seinen bekanntesten Romanen zählt Die Insel der 30 Särge.

## Auszeichnungen
- Orden der Legion d’honneur für Verdienste um die französische Literatur

## Filmografie
- 1957: Arsène Lupin, der Millionendieb (Les aventures d’Arsène Lupin)
- 1979: Das Schloss des Cagliostro (Rupan Sansei: Kariosutoro no shiro)
- 1979: Die Insel der 30 Tode (L’île aux trente cercueils) nach dem Roman Die Insel der dreißig Särge
- 2004: Arsène Lupin – Der König unter den Dieben (Arsène Lupin)
- 2021: Lupin (Lupin, Fernsehserie)